# SOUNDS OF MARCH 〜NISSAN MARCH HISTORICAL COMPILATION〜
『SOUNDS OF MARCH 〜NISSAN MARCH HISTORICAL COMPILATION〜』（サウンズ オブ マーチ ニッサン マーチ ヒストリカル コンピレーション）は、2008年8月6日にコロムビアミュージックエンタテインメントと日産自動車のコラボレーションにより発売された、日産・マーチのCM曲を収録したコンピレーション・アルバム。規格品番：COCP-35114。

## 概要
日産マーチのCM曲が全17曲（但し歌手・バージョンが異なるものがあるため実質12曲）収録されており、その中にCMオリジナル曲が4曲含まれている。
時系列・放送順に収録されており、K10型が4曲、K11型が5曲、K12型が8曲収録されている。

## 収録曲
1. ライフ・マッカーシ「CMオリジナル」[注釈 1]
「遊ingターボ」篇（1985）
2. プロパ・ガンダ「P-MACHINERY」
「キャンバストップ」篇（1986）
3. 吉良知彦「CMオリジナル」
「街の太陽」篇（1987）
4. 野力奏一「キッチン<冷蔵庫>」
「恋愛小説」篇（1990）
5. カヒミ・カリィ「MIKE ALWAY'S DIARY」
「1/1000秒」篇（1995）
6. 岩下清香「CMオリジナル」
「橋」篇（1995）
7. 寺本りえ子「La Gioconda: Dance of the Hours」
「イチゴ気分」篇（1999）
8. 「CMオリジナル」
「パーキング」篇/「道をきく」篇（1999-2000）
9. 青木美智子「アイ・ラブ・マーチ」
「毎日マーチ、セーターと傘」篇
「毎日マーチ、美容室と定規」篇（2000）
10. 中塚武「恋とマシンガン」
マーチ・アイシリーズ（「デビュー」篇ほか11作品）（2002-2005）
11. ニーナ・マドゥー「JUST CAN'T GET ENOUGH」
「私らしくBlue」篇（2005）
12. ニーナ・マドゥー「JUST CAN'T GET ENOUGH」
「私らしくSherry」篇（2005-2006）
13. ニーナ・マドゥー「JUST CAN'T GET ENOUGH」
「私らしくYellow」篇（2006）
14. 土屋アンナ「JUST CAN'T GET ENOUGH」
「私らしくRed」篇（2006-2007）
15. 二階堂和美「ハミング・スイッチ」
「しあわせマチ子さん」篇（2007）
16. 二階堂和美「ハミング・スイッチ」
「しあわせマチ子さんの一日」篇（2007-2008）
17. 原田郁子「ハミング・スイッチ」
「シンプルなルール」篇（2008）